# Esclavitud en Mauritania
La esclavitud en Mauritania se refiere a la práctica de esclavizar personas en el país Mauritania, ubicado en África. Dicha práctica ha prevalecido parcialmente en dicho país, cuyo origen data de aproximadamente el siglo XVII. Está profundamente arraigada en la estructura de la sociedad, puesto que está estrechamente ligada a la composición étnica del país. Según Sayyed Ahmed Ould Bab, periodista mauritano, no se sabe bien cómo evolucionó históricamente la esclavitud en Mauritania, pero lo que sí se sabe, según Ould Bab, es que algunas tribus africanas débiles fueron dominadas hace siglos para formar la actual clase de esclavos. En palabras de Ould Bab: “Los haratines son víctimas, si no de la esclavitud por sí misma, de sus secuelas" 
En 1905, la administración colonial francesa declaró el fin de la esclavitud en Mauritania, pero la inmensidad de Mauritania le dio a la ley muy pocos éxitos. En 1981, Mauritania se convirtió en el último país del mundo en abolir la esclavitud, cuando un decreto presidencial abolió la práctica. Sin embargo, no se aprobaron leyes penales para hacer cumplir la prohibición. En 2007, "bajo presión internacional", el gobierno aprobó una ley que permitía enjuiciar a los propietarios de esclavos.
A pesar de esto, en 2018 el Índice Global de Esclavitud estimó que el número de personas que vivían en la esclavitud en el país era de 90.000 (o el 2,1% de la población), que es una reducción de los 140.000 en la cifra de esclavitud que informó la misma organización en 2013, mientras que en 2017 la BBC informó una cifra de 600.000 que vivían en condiciones de servidumbre.
El sociólogo Kevin Bales y el Índice Global de Esclavitud estiman que en Mauritania existe la más alta proporción de personas en esclavitud de todos los países del mundo. Mientras que otros países en la región tienen personas en "condiciones de esclavitud", la situación en Mauritania es "inusualmente severa" de acuerdo al profesor de historia africana Bruce Hall, y comprende en su mayoría una población negra esclavizadas por amos árabes.
La posición del gobierno de Mauritania es que la esclavitud está «totalmente erradicada (...) y las personas son libres», y que hablar de ello «insinúa manipulación occidental, y un acto de hostilidad hacia el islam, o la influencia de la conspiración judía mundial». De acuerdo a algunos grupos de derechos humanos, en el país pueden tener presos más activistas antiesclavistas que dueños de esclavos.

## Antecedentes
El fenómeno de la esclavitud comenzó a crecer dentro de las sociedades de África Occidental durante el siglo XVII. Los comerciantes árabes y bereberes en Mauritania capturaban y vendían a hombres y mujeres, en su mayoría de tez negra, cuyo destino era el trabajo forzoso como agricultores, pastores, domésticos e incluso en algunos casos como soldados. Los descendientes de esclavos actualmente en Mauritania proceden del mercado de esclavos del sur de Mauritania, algunos siguen bajo condición de esclavos y otros fueron liberados. 
Originariamente, los esclavos en Mauritania, en su mayoría, pertenecían a los grupos étnicos Soninké, Bambara, Wolof o Haalpulaar que fueron secuestrados o vendidos a los almorávides durante las guerras y que después fueron arabizados, por lo que el único rasgo que comparten con los Negros del sur es el color de su piel. Más adelante fueron categorizados por los árabes y bereberes bajo el término sudan o “Moros Negros”. Desde el siglo XVII en adelante, se desarrolló una identidad racial en Mauritania. Se empezaron a emplear los términos: sudan o “Moros Negros” para referirse tanto a los esclavos negros subsaharianos (abid) como a los descendientes de los esclavos negros subsaharianos (haratines); beidane o “Moros Blancos”, que son los descendientes de los almorávides y otras tribus árabes, como Bani Hassan y Bani Hilal que emigraron de Yemen, se utilizó para referirse a los no esclavos y diferenciarlos de estos últimos; y kwar para referirse a los negros del sur

## El impacto de la religión
Mauritania es un país abiertamente musulmán y, aunque la constitución respalda tanto la ley secular como la religiosa, en cuestiones cívicas dominan los preceptos islámicos. 
Previamente a la llegada del islam existía la práctica de la esclavitud en la península arábiga al igual que en el resto del mundo. Con la llegada del islam se fue limitando dicha práctica estableciendo para ello ciertas condiciones. Chouki el Hamel explica en su libro Black Morroco: A History of Slavery, Race, and Islam (2012) que el islam vino a ofrecer recomendaciones para la adquisición pasada de la esclavitud, "qué hacer con esclavos ya adquiridos ". Por lo tanto, las recomendaciones explícitas del Corán era la de liberar esclavos
Según Chouki el Hamel, la esclavitud sólo está permitida en el contexto de guerra, lo que significa que en el resto de los casos está prohibida. La única referencia en el Corán a la adquisición de esclavos se encuentra en los versículos 30:50 y 47:4, donde las esclavas son claramente descritas como cautivas de guerra. El Corán parece establecer una norma según la cual, en el momento de la revelación, sólo los cautivos tomados en una guerra justa podían ser esclavizados. Esta "guerra justa", o yihad, está claramente definida en el Corán como defensa propia: "Y luchad por la causa de Dios contra los que os hacen la guerra, pero no cometan agresión, porque, en verdad, Dios no ama a los agresores". Todos los versos parecen desalentar la práctica de la esclavitud y pretenden eliminarla gradualmente y en última instancia. Por lo tanto, son versos de emancipación.
A pesar de esto, el hecho de que el islam no prohibiera explícitamente la esclavitud provocó cierta ambigüedad en este tema. En Mauritania, hubo poco consenso entre los eruditos musulmanes sobre la postura ante la práctica de la esclavitud. Los imanes que defienden su práctica suelen referirse a un conjunto de textos interpretativos que se remontan al siglo VIII. Esta ambigüedad ha sido la perfecta coartada para que se siga llevando a cabo las prácticas de esclavitud en Mauritania. En palabras de Chouki el Hamel: el mensaje inicial del Corán fue gradualmente erosionado por las aspiraciones políticas y de poder del régimen elitista

## Abolición
La esclavitud fue abolida varias veces durante la historia de Mauritania: en 1848 durante la época colonial francesa, implícitamente en 1960, abiertamente en 1981, y finalmente en 2007, lo que hace que sea una de las más largas explotaciones de un grupo étnico por otro.
- Primera abolición (1848): la colonización francesa introdujo una nueva jerarquía en la sociedad de Mauritania haciendo una distinción entre la población por el color de su piel de la siguiente manera: los blancos formaron la élite, y los negros se convirtieron en sirvientes integrados en las familias y esclavos que podían venderse. Estos grupos de piel más oscura formarían más adelante los llamados haratines. Los franceses participaron activamente en la esclavitud y el comercio de esclavos. Los esclavos constituían la mayoría del ejército de invasión francés, y el botín de los esclavos se usaba como una gran recompensa para estas fuerzas. El comercio interno de esclavos sólo terminó a finales de siglo, cuando la conquista se llevó a cabo[20]

En 1848 la Asamblea General Francesa declaró que "La esclavitud es una deshonra a la dignidad humana(...) y por ello debe ser abolida inmediatamente en Francia y en todas sus colonias". Como colonia francesa, Mauritania se vería afectada por esta ley. Sin embargo, los administradores franceses en Mauritania nunca hicieron cumplir la ley, prefiriendo no enfadar a las tribus árabes locales.
- Segunda abolición (1960): Con la independencia de Mauritania en 1960, se consiguió la abolición de la esclavitud implícitamente puesto que en la nueva constitución figuraba la garantía de la libertad y la igualdad de todos los ciudadanos, pero no promovió claras políticas de emancipación.[17] Fue entonces entre 1969 y 1973 cuando surgieron las protestas antiesclavistas y se creó en 1978 un movimiento de haratinies llamado El-Hor. Entre sus dirigentes más conocidos se encontraban Messaoud Ould Boulkheir (funcionario), Boubacar Ould Messaoud (arquitecto), Mohamed Ould Haimer (maestro de escuela primaria), Boydiel Ould Houmeid y Achour Ould Samba (que más tarde serían funcionarios) y Mohamed Lemine Ould Ahmed y El Kel Ould Mohamed El 'abd (que se convertiría en académico)[17] El movimiento El-Hor reclamaba una sociedad igualitaria como parte de la consolidación de la unidad nacional. No tenían una visión revolucionaria y su única aspiración es que los haratines consigan los mismos derechos que los demás ciudadanos para que sean una parte activa de la sociedad de Mauritania.[17] A raíz de las manifestaciones en protesta a la venta de un joven de Atar en 1980 varios miembros de El-Hor fueron procesados lo que provocó grandes revueltas que llamó la atención de la Sociedad antiesclavistas. Esto llevó a que en 1981 se adoptara una nueva ley de abolición.[17]

- Tercera abolición (1981): en 1979, cuando un grupo de militares, el Comité Militar de Salvación Nacional, tomó el poder y con el fin de obtener su reconocimiento internacional decretó una ley que abolía la esclavitud en Mauritania por tercera vez. La abolición fue declarada explícitamente en la constitución en 1981. La ley fue aprobada en un momento crítico de la historia de Mauritania[17] Esta ley dicta lo siguiente:

Artículo 1: La esclavitud en todas sus formas es definitivamente abolida en todo el mundo islámico. República de Mauritania
Artículo 2: De acuerdo con la ley de la Shari'a, esta abolición implicará la compensación a aquellos que tienen derecho a ello.

Artículo 3: Una comisión nacional compuesta por ulemas [líderes religiosos], economistas y los administradores serán establecidos por un decreto para estudiar los términos de esta compensación. Los términos de la compensación serán fijados por decreto una vez que el estudio concluya (Haratine.com).
Esta ley abolió la esclavitud, pero no criminalizó su práctica, puesto que no se mencionaron los castigos a los que iban a someterse los que lo practicaban. La mención de la Shari'a como argumento para liberar a los esclavos llevó a que muchos de los propietarios de esclavos argumentaran legalmente, entre la promulgación de la ley antiesclavista de 1981 y la siguiente en 2007, que tenían el derecho de mantener a sus esclavos mientras no sean compensados.
- Cuarta abolición (2007): debido a la falta de claridad de la ley de 1981 se aprobó una nueva ley en el 2007 con la llegada del nuevo gobierno. La ley Loi n° 2007 – 048 establecía multas para aquellos que practicaran la esclavitud.[17]

Artículo 2: La esclavitud es el ejercicio de los poderes de propiedad sobre una persona o muchas. El esclavo, hombre o mujer, menor o adulto, es la persona sobre la que se ejercen dichos poderes.
Artículo 4: La esclavitud se castiga con una pena de cinco a diez años de prisión y una multa de quinientos mil a un millón de ouguiya.
Artículo 12: Todo wali, hakem, oficial o agente de la policía judicial que no dé curso a las denuncias de prácticas de esclavitud que se le hagan llegar será castigado con dos a cinco años de prisión y una multa de entre cien mil y quinientas mil ouguiyas.

Artículo 16: Son nulas las disposiciones anteriores contrarias a la presente ley, en particular las disposiciones del artículo 2 de la ley n° 81-234 del 9 de diciembre de 198.
La ley del 2007 fue más clara que la de 1982 en cuanto a la definición de la esclavitud y el tipo de sentencia ante la práctica de esta. Sin embargo, esta ley no se llevó a la práctica ya que, desde que se aprobó no se condenó a nadie por delito de esclavitud, y los activistas que denuncian los casos son silenciados y encarcelados. Ante esto, la respuesta del gobierno en todas sus declaraciones es la negación de los casos, como la declaración que hizo el ministro de Desarrollo Rural de Mauritania en respuesta a los informes de la CNN sobre la esclavitud actual en Mauritania "Toda la gente es libre en Mauritania y este fenómeno [de la esclavitud] ya no existe". A pesar de esto se seguían aprobando leyes antiesclavistas, lo que sugiere la ineficacia de las leyes de abolición.
Nuevamente debido a la ineficacia de las leyes anteriores y la presión de la sociedad internacional, una nueva ley fue puesta en marcha en el 2015 que establecía unas sentencias más duras ante la práctica de la esclavitud, sin embargo, no proporcionaba la protección que necesitaban las víctimas que sufren este fenómeno.

## Resistencia y actualidad
A pesar de las negaciones del gobierno mauritano de la existencia de prácticas de esclavitud y de su intento de silenciar a los activistas que denuncian estos casos, no pudo impedir la formación de varias organizaciones que denuncian esta clase de violaciones de derechos humanos, tanto a nivel nacional como internacional. El grupo pionero en esto es SOS Slaves fundada en 1995 que ha estado trabajando desde entonces para liberar a los que sufren de la esclavitud en Mauritania. De igual modo, Naciones Unidas tuvo un papel importante en la lucha contra la esclavitud en Mauritania, ya que estuvo detrás de la creación de la ley del 2015 declarando la esclavitud como un delito contra la humanidad y sus recomendaciones al gobierno mauritano para combatir dicho fenómeno. También el Instituto abolicionista de Chicago trabaja para dar a conocer la existencia de la esclavitud moderna en el mundo.
En el 2008 se funda la Iniciativa para el Resurgimiento del Movimiento Abolicionista abreviado como IRA, un movimiento antiesclavista mauritano liderado por Biram Dah Abeid, descendiente de esclavos, que tiene como objetivo erradicar la práctica y concienciar a los gobiernos y sus socios sobre la vida social, económica y política de los mauritanos esclavizados. El IRA ha estado involucrado en numerosas manifestaciones tales como sentadas frente al ministerio de justicia, huelgas de hambre y marchas a través de ciudades y pueblos alrededor de Mauritania. El grupo lucha contra la justificación religiosa de la esclavitud.
Desde entonces, se cree que la prevalencia de la esclavitud disminuyó de aproximadamente el 20% en 2012 al 1% en 2016. Aun así, la incertidumbre sigue existiendo debido a la falta de cooperación del gobierno mauritano.
En la actualidad no se dispone de datos fiables sobre el número total de esclavos en Mauritania, pero según la estimación la esclavitud puede afectar hasta al 20% de la población tanto en las zonas rurales como en las zonas urbanas, lo que indica que la práctica de la esclavitud sigue siendo habitual en Mauritania.
Según Amnistía Internacional, los defensores de los derechos humanos siguen expresando su preocupación por la persistencia de la esclavitud en Mauritania. En sus observaciones finales sobre el informe de Mauritania adoptado en agosto de 2019, el Comité de Derechos Humanos de las Naciones Unidas expresó su preocupación por la persistencia de las situaciones de esclavitud y las dificultades que encuentran las víctimas de la esclavitud al presentar denuncias para hacer valer sus derechos.
Entre las razones dadas para la dificultad de poner fin a la esclavitud en Mauritania están:
- Muchos de los esclavos están aislados por el analfabetismo, la pobreza y la geografía, y no saben que la vida fuera de la servidumbre es posible.[25]
- La dificultad de hacer cumplir las leyes en el vasto desierto del país.[26]
- Pobreza que limita las oportunidades para que los esclavos se mantengan a sí mismos si son liberados.[26]
- Dependencia de los amos que proporcionan alimentos y ropa a los esclavos.[27]
- Dificultad de "huir" y dejar familias en grandes zonas del país que son desérticas.[27]
- Creencia de que la esclavitud es parte del orden natural de esta sociedad.[26]
- Creencia en una interpretación del Islam en la que a los esclavos "se les dice que su paraíso está ligado a su amo y que si hacen lo que el amo les dice, irán al cielo".[27]
- Las leyes de Mauritania, que imponen la carga de la prueba al esclavo, requieren que la víctima presente una denuncia antes de iniciar una investigación y que las organizaciones de derechos humanos no puedan presentar un caso en nombre de la víctima, a pesar de que la mayoría de los esclavos son analfabetos.[28]